# يو ثانت
يُو ثَانْتْ (بالإنجليزية: U Thant) هو الأمين العام الثالث للأمم المتحدة في الفترة من 1961 إلى 1971. وقد وقع عليه الاختيار لتولّي رئاسة الهيئة الدولية بعد مقتل الأمين العام داغ همرشولد في حادث تحطم طائرة وقع في أيلول/ سبتمبر 1961.

## بدايته

### مولده
وقد ولد يو ثانت في بنتاناو ببورما البريطانية في 22 كانون الثاني/يناير 1909 وتلقى تعليمه في المدرسة الوطنية العليا في بنتاناو وفي جامعة رانغون.

### في مجال التعليم
وقبل أن يعمل يوثانت في السلك الدبلوماسي، مارس العمل في مجالي التعليم والإعلام. وعَمِل كمدرس أول في المدرسة الوطنية العليا التي انتظم بها تلميذا في بنتاناو، وفي عام 1931 أصبح ناظرا لها بعد أن حصل على المركز الأول في امتحان شغل المناصب التعليمية في المدارس الثانوية الإنكليزية والوطنية. وكان عضوا في لجنة الكتب المدرسية في بورما ومجلس التعليم الوطني قبل الحرب العالمية الثانية، كما كان عضوا في اللجنة التنفيذية لرابطة نظار المدارس. وعمل أيضا صحفيا غير متفرغ. وفي عام 1942، عمل يوثانت بضعة أشهر كأمين للجنة إعادة تنظيم التعليم في بورما. وفي السنة التالية، عاد إلى المدرسة الوطنية العليا كناظر لها لمدة أربع سنوات أخرى.

### في مجال الإعلام
وعُيّن يوثانت مديرا صحفيا لحكومة بورما في عام 1947. وفي عام 1948، أصبح مدير الإذاعة، وفي السنة التالية عُين وكيلا لوزارة الإعلام في حكومة بورما. وفي عام 1953، أصبح يوثانت أمينا للمشاريع في مكتب رئيس الوزراء. وفي عام 1955، عُهدت إليه مهام أخرى بوصفه الأمين التنفيذي للمجلس الاقتصادي والاجتماعي لبورما.

## عمله بالأمم المتحدة

### ممثلا لبورما
كان يشغل منصب الممثل الدائم لبورما لدى الأمم المتحدة، برتبة سفير من 1957 وحتى 1961. رأس وفود بورما إلى دورات الجمعية العامة خلال تلك الفترة. وفي عام 1959، خدم بوصفه أحد نواب رئيس الجمعية العامة في دورتها الرابعة عشرة. وفي عام 1961، كان يوثانت رئيس لجنة الأمم المتحدة للمصالحة في الكونغو ورئيس اللجنة المعنية بصندوق الأمم المتحدة للمشاريع الإنتاجية.
وأثناء توليه مناصب دبلوماسية، خدم يوثانت في عدة مناسبات كمستشار لرئيس وزراء بورما.

### أمينا عاما للأمم المتحدة
وبدأ يو ثانت عمله كأمين عام بالنيابة اعتبارا من 3 تشرين الثاني/نوفمبر 1961، عندما عينته الجمعية العامة بالإجماع، بناء على توصية من مجلس الأمن، ليشغل المدة المتبقية من ولاية داغ همرشولد الأمين العام الراحل. ثم عينته الجمعية العامة بالإجماع أمينا عاما في 30 تشرين الثاني/نوفمبر 1962 لفترة تنتهي في 3 تشرين الثاني/نوفمبر 1966. وأعادت الجمعية العامة تعيين يوثانت لفترة ثانية كأمين عام للأمم المتحدة في 2 كانون الأول/ ديسمبر 1966، بناء على توصية بالإجماع من مجلس الأمن (القرار 229، عام 1966). واستمر في منصبه حتى 31 كانون الأول/ ديسمبر 1971.
تقاعد يو ثانت في نهاية فترة ولايته الثانية في عام 1971.

## تكريم
تلقى يو ثانت درجات فخرية (دكتوراه في الحقوق) من الجامعات التالية:
| - 25 مايو 1962 - جامعة كارلتون، أوتاوا بكندا - 10 يونيه 1962 - كلية وليامز تاون، ماساتشوستس - 12 يونيه 1962 - جامعة برينستون، برينستون بنيوجيرسي - 2 يونيه 1963 - كلية جبل هولووكي، ساوث هادلي بماساتشوستس - 13 يونيه 1963 - جامعة هارفارد، كامبردج بماساتشوستس - 16 يونيه 1963 - كلية دارموث، هانوفر، بنيوهامبشر - 2 أبريل 1964- جامعة كاليفورنيا، باركلي بكاليفورنيا - 3 أبريل 1964 - جامعة دنفر، دنفر بكلورادو - 8 يونيه 1964 - كلية سوارتمور، سوارتمور ببنسلفانيا - 10 يونيه 1964 - جامعة نيويورك، نيويورك - 31 يوليه 1964 - جامعة موسكو، موسكو بالاتحاد السوفياتي - 22 مايو 1965 - جامعة كوينز، كنغستون بأونتاريو - 6 يونيه 1965 - كلية كولبي، ووترفيل بمان - 14 يونيه 1965 - جامعة يال، نيوهافن بكونيتيكت - 28 مايو 1966 - جامعة وندسور، وندسور بأونتاريو بكندا | - 5 يونيه 1966 - كلية هاميلتون، كلينتون بنيويورك - 8 يونيه 1966 - جامعة فوردهام، برونكس بنيويورك - 14 يونيه 1966 - كلية منهاتن، نيويورك - 30 مارس 1967 - جامعة ميشيغان، آن آربر بمتشجان - 13 أبريل 1967 - جامعة دلهي، نيودلهي بالهند - 26 مايو 1967 - جامعة ليدز، إنجلترا - 10 أبريل 1968 - جامعة لوفين، بروكسل ببلجيكا - 13 مايو 1968 - جامعة آلبرتا، أدمنتون بكندا - 19 مايو 1968 - جامعة بوسطن، بوسطن بماساتشوستس - 29 مايو 1968 - جامعة رادجرز، نيوبرونزويك بنيوجيرسي - 12 يوليه 1968 - جامعة دبلن (كلية ترينيتي)، دبلن بأيرلندا - 13 مايو 1969 - جامعة لافال، كويبك بكندا - 3 يونيه 1969 - جامعة كولومبيا، مدينة نيويورك - 11 أبريل 1970- جامعة الفلبين - يونيه 1970 - جامعة سيراكيوز |

وحصل أيضا على الدرجات الفخرية التالية: دكتوراه في اللاهوت من ذا فيرست يونيفرسال تشيرش في 11 مايو 1970 ودكتوراه في القانون الدولي من الجامعة الدولية لفلوريدا الموجودة بميامي فلوريدا في 25 يناير 1971 ودكتوراه في القانون من جامعة هارتفورد بهارتفورد بكونيتكت في 23 مارس 1971 ودكتوراه في القانون المدني، بمرتبة الشرف، من جامعة كولغات الموجودة بهاميلتون نيويورك في 30 مايو 1971 ودكتوراه في الآداب الإنسانية من جامعة ديوك الموجودة بدورهام نورث كارولاينا في 7 يونيه 1971.

## وفاته
توفي يو ثانت في 25 تشرين الثاني/نوفمبر 1974 بعد مرض طويل. وكان يبلغ من العمر 65 عاما.

## روابط خارجية
- يو ثانت على موقع IMDb (الإنجليزية)
- يو ثانت على موقع الموسوعة البريطانية (الإنجليزية)
- يو ثانت على موقع مونزينجر (الألمانية)
- يو ثانت على موقع إن إن دي بي (الإنجليزية)
- يو ثانت على موقع ديسكوغز (الإنجليزية)

| المناصب السياسية  | المناصب السياسية                   | المناصب السياسية   |
| ----------------- | ---------------------------------- | ------------------ |
| سبقه داغ همر شولد | أمين عام الأمم المتحدة 1961 - 1972 | تبعه كورت فالدهايم |